# 马兹拉欧鲁兹
马兹拉欧鲁兹（法語：Mazerat-Aurouze，法語發音：[mazʁa oʁuz]）是法国上卢瓦尔省的一个市镇，属于布里尤德区。

## 地理
马兹拉欧鲁兹（45°11'11"N, 3°33'37"E）面积16.35 平方千米，位于法国奥弗涅-罗讷-阿尔卑斯大区上盧瓦爾省，该省份为法国中南部省份，北起多姆山省和卢瓦尔省，西接康塔爾省，南至洛泽尔省，东临阿尔代什省。
与马兹拉欧鲁兹接壤的市镇（或旧市镇、城区）包括：沙萨涅、沙瓦尼亚克-拉法耶特、雅镇、若萨、波拉盖、圣乔治多拉克、圣玛格丽特。

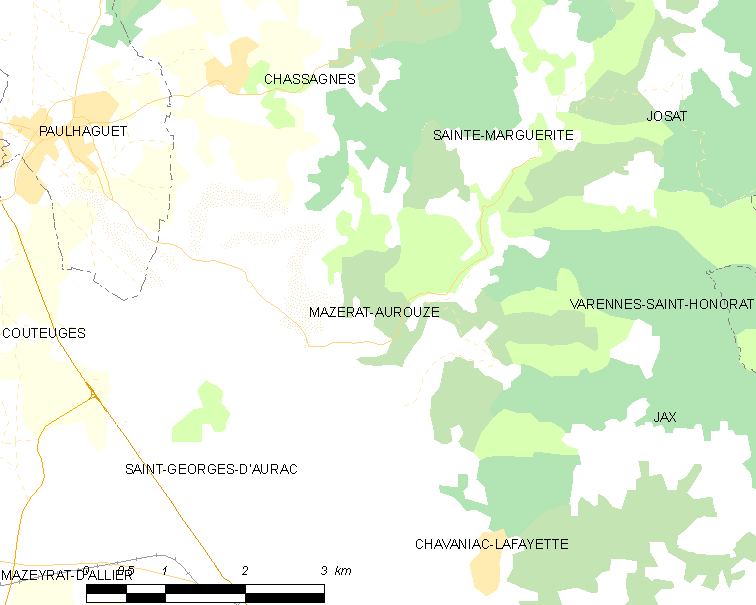
马兹拉欧鲁兹的OSM定位图

马兹拉欧鲁兹的时区为UTC+01:00、UTC+02:00（夏令时）。

## 行政
马兹拉欧鲁兹的邮政编码为43230，INSEE市镇编码为43131。

## 政治
马兹拉欧鲁兹所属的省级选区为拉法耶特地区县。

## 人口

1962-2008年间马兹拉欧鲁兹人口变化图示

马兹拉欧鲁兹于2022年1月1日时的人口数量为190人。